# Zwischenahner Meer

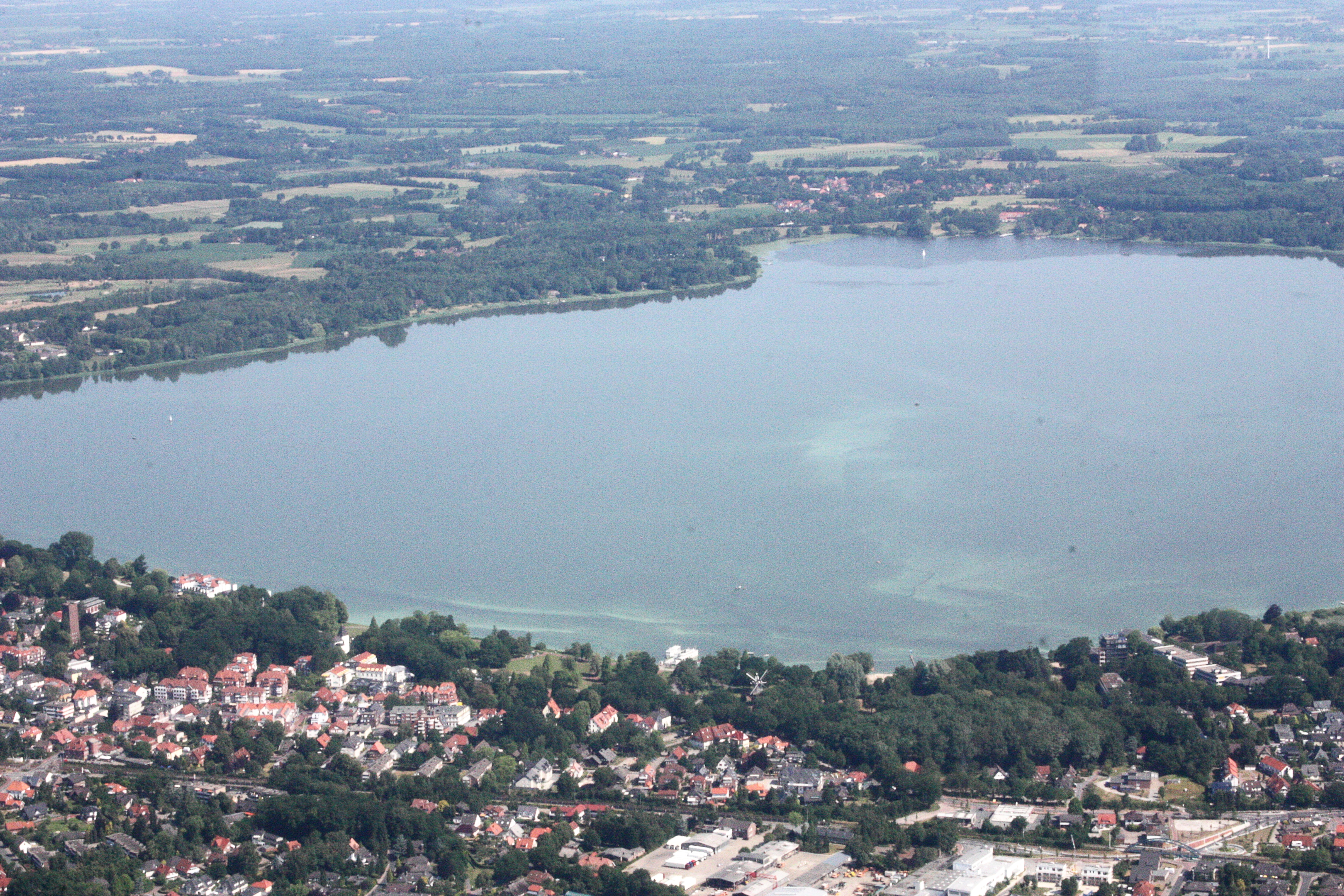
Das Zwischenahner Meer aus der Luft

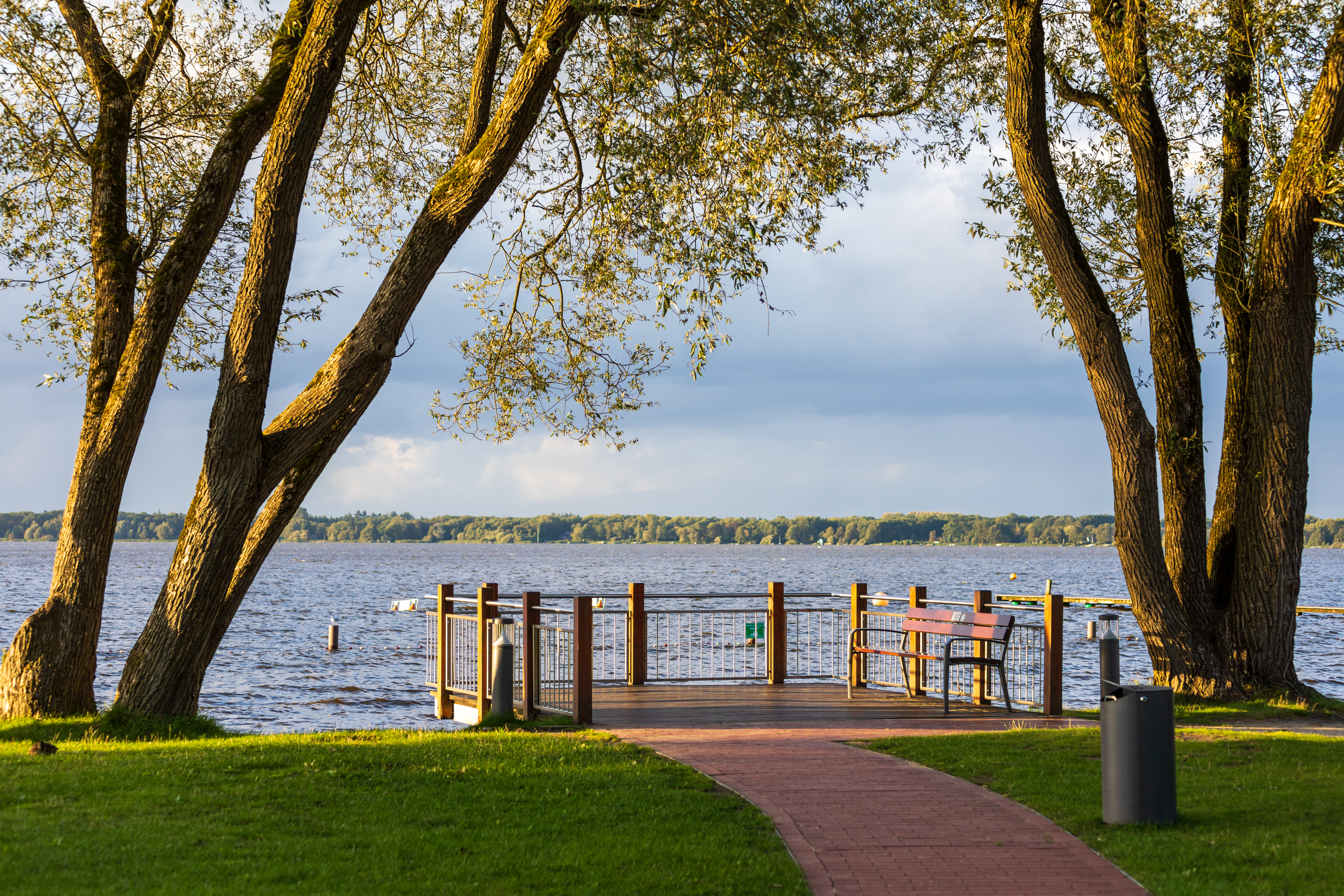
Plattform beim Kurpark in Bad Zwischenahn

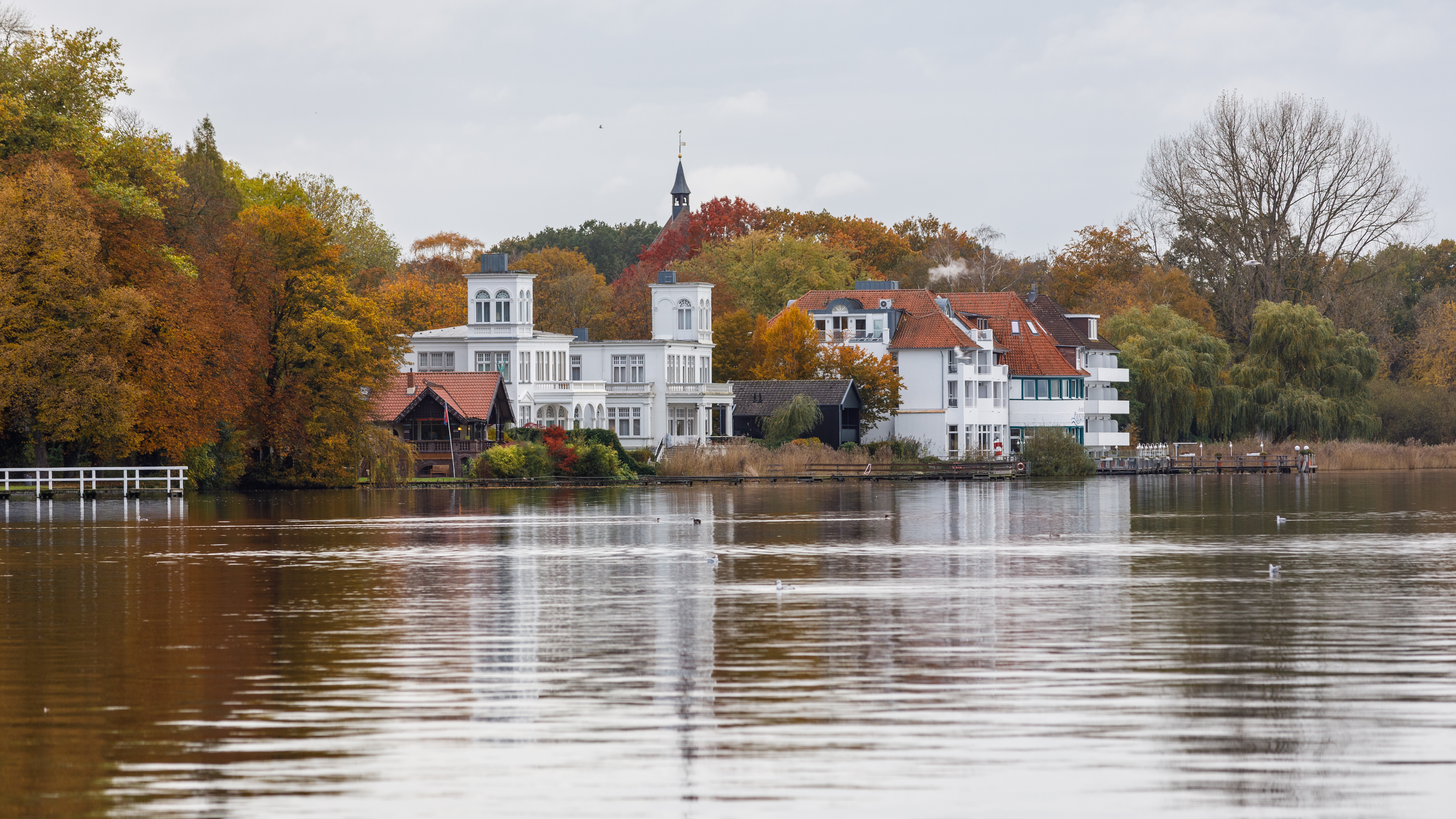
Traditionell beliebte Wohnlage: Zwillingsvillen und Seehotel Fährhaus

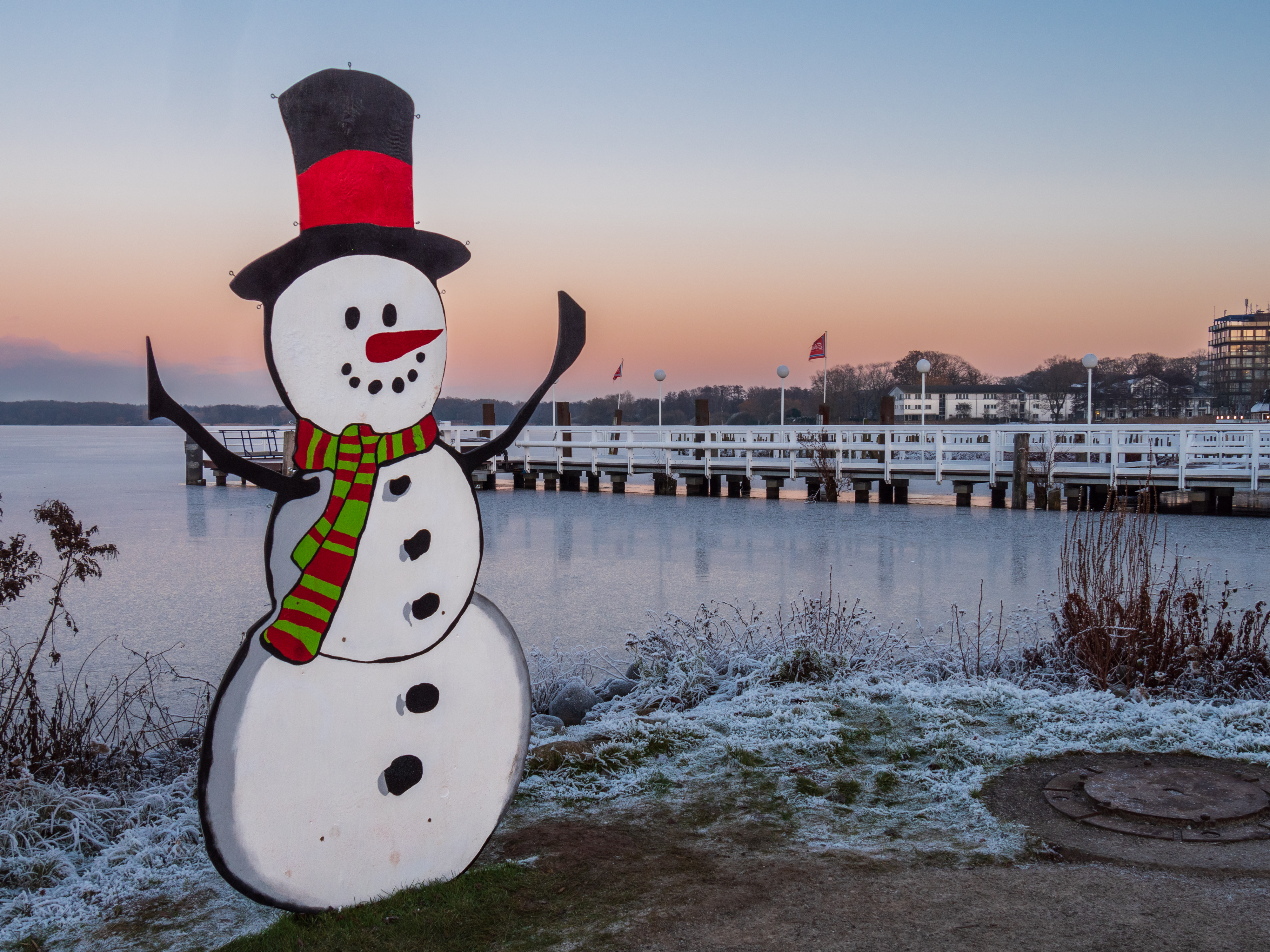
Eisiges Zwischenahner Meer

Das Zwischenahner Meer ist ein See in der Gemeinde Bad Zwischenahn im Landkreis Ammerland in Niedersachsen. Er liegt zwischen dem Hauptort Bad Zwischenahn im Süden und dem Ortsteil Dreibergen im Norden. Der See wird auch als Perle des Ammerlandes bezeichnet. Der Name Zwischenahner Meer setzte sich erst Anfang des 19. Jahrhunderts durch, vorher wurde der See als „Elmendorfer“ oder „Ammersches Meer“ bezeichnet.

## Größe
Mit einer Wasserfläche von 5,5 km² (550 ha) ist das Zwischenahner Meer nach dem Steinhuder Meer und dem Dümmer der drittgrößte Binnensee Niedersachsens. Der Nord-Süd-Durchmesser beträgt 2,8 Kilometer, der Ost-West-Durchmesser etwa 2 Kilometer. Er hat einen Umfang von 11 Kilometer. Die durchschnittliche Wassertiefe beträgt 3,3 Meter, die tiefste Stelle oberhalb einer Faulschlammschicht liegt bei etwa 5,5 bis 6,0 Metern. Die Faulschlammschicht hat eine Dicke von etwa 4 bis 6 Metern. Der Pegel befindet sich auf 5 m ü. NN.

## Zu- und Abflüsse
Hauptzuläufe sind im Norden die Aue und die Otterbäke (mit Zulauf Heller Bäke) sowie am Ostufer die Halfsteder Bäke (mit ihren Zuläufen Bokeler und Nutteler Bäke). Der Hauptablauf des Sees ist im Süden bei Eyhausen die Aue, ein kleinerer Ablauf ist im Ortszentrum von Bad Zwischenahn die Speckener Bäke.

## Entstehung
Das Zwischenahner Meer befindet sich über einem Salzstock als Überbleibsel des Zechsteinmeeres aus dem Erdzeitalter des Perm vor etwa 250 Millionen Jahren. Es entstand dadurch, dass es durch grundwasserbedingte Salzablaugungen zu einem Einsturz des Salzstockes und des darüberliegenden Deckgebirges kam. In dem auf diese Weise entstandenen Hohlraum bildete sich das Zwischenahner Meer. Weitere Beispiele für durch Erdfälle entstandene Gewässer sind das Sager Meer, das Maujahn-Moor, der Arendsee und der Seeburger See. Charakteristisch für diese Seen ist eine große Tiefe im Verhältnis zum Durchmesser. Das Zwischenahner Meer ist allerdings recht flach und erscheint eher untypisch. Am Zwischenahner und am Rostruper Ufer lassen sich jedoch steilere Ränder nachweisen. Sie werden durch die mächtige Faulschlammschicht aber stark verwischt.
1949 wurden zum Nachweis eines Salzstockes Bohrungen durchgeführt, deren Ergebnis eine Karte mit der Lage des sich unter dem See befindlichen Salzstockes war. Demnach gehört dieser Salzstock zu einer Salzlinie, die sich von Delmenhorst über Leer und Jemgum bis nach Bunde hinzieht.
Mit dem Nachweis der Seeentstehung als Erdfallsee wurde 1956 begonnen, als das Staatliche Museum für Naturkunde und Vorgeschichte ein Modell des Zwischenahner Meeres erstellte, das mit Hilfe eines doppelten Reliefs die Oberfläche der Faulschlammfüllung und des mineralischen Seebodens darstellte. Durch die transparente Darstellung der Faulschlammschicht im Modell wurden die für einen Erdfallsee typischen Steilränder hervorgehoben.
Der Scheitelpunkt des Salzstockes wird etwa 300 Meter unterhalb des Sees vermutet und ist mit tonigen Schichten überdeckt. Diese Schichten sorgten dafür, dass durch die Subrosionen keine typischen Einsturztrichter entstanden, sondern eine weniger tiefe, flächigere Absenkung mit deutlichen Steilrändern.
Durch Bohrungen in den Faulschlammablagerungen (auch Mudde oder Gyttja genannt) ergaben sich Pollenfunde, die die Entstehung vor etwa 12.000 Jahren belegen (Endabschnitt der Weichsel-Eiszeit in Norddeutschland, in dieser Region als periglaziale Kältesteppe ausgeprägt).

## Natur

### Flora
Fast noch durchgängig ist das Ufer des Sees mit Schilfrohr (Reith, Reet) bewachsen. Heute beträgt die Breite dieses Schilfgürtels etwa 8–10 Meter im Gegensatz zu früher, als es mal 200 Meter waren. Die Überlastung des Meeres mit Bootsverkehr sorgte für einen Rückgang des Schilfbewuchses und die Bildung von Lücken im Gürtel. Um dem entgegenzuwirken, ist die private Nutzung von Motorbooten auf dem See gänzlich verboten und die Anzahl der Surfer wurde deutlich eingeschränkt. Ein rund um das Meer angelegter Ringkanal sorgt überdies dafür, dass Klärwasser der umliegenden Gemeinden nicht mehr in den See eingeleitet wird, welches zu einer weiteren Überdüngung geführt hätte.
Häufig befinden sich am Ufer Rohrkolben, auch Lampenputzer genannt, die sogar im Wappen von Bad Zwischenahn enthalten sind. Im Sommer fällt das Sumpf-Greiskraut durch seine gelben Blüten auf. In Ufernähe wachsen Gelbe Teichrose (Nuphar lutea), Weiße Seerose (Nymphaea alba), Schwanenblume, Igelkolben, Blut-Weiderich und Wasserdost.
Früher beherbergte der See zahlreiche floristische Seltenheiten, die aber mit der zunehmenden Eutrophierung inzwischen verschwunden sind. Hierzu gehörten:
- Gras-Laichkraut (Potamogeton gramineus)
- Igelschlauch (Baldellia ranunculoides)
- Strandling (Littorella uniflora)
- Sumpf-Kalla (Calla palustris)
- Wasserfeder (Hottonia palustris)
- Gewöhnlicher Wasserschlauch (Utricularia vulgaris)

### Fauna
Die Uferzone bietet Lebensraum für viele einheimische Vogelarten. Hier finden sich unter anderem die Krickente, die Stockente, das Blässhuhn, das Teichhuhn, die Rohrdommel, der Eisvogel, der Graureiher, der Fischadler sowie Lach-, Sturm- und Silbermöwe.
An Fischen ist der See insbesondere besiedelt (bzw. besetzt) durch Aal, Karpfen, Zander, Brasse, Hecht, Flussbarsch, Schleie, Wels und Rotauge.

### Naturschutzgebiete
Am Nordwestufer befindet sich das 24 ha große Naturschutzgebiet Stamers Hop (NSG WE 075) mit Restbereichen gewässertypischer, natürlicher Uferstrukturen. Am Nordufer besteht weiterhin das kleine Naturschutzgebiet Drei Eichen (NSG WE 081, 2 ha). Der gesamte See- und Uferbereich des Zwischenahner Meeres ist außerdem als Landschaftsschutzgebiet ausgewiesen (LSG WST 56).

## Wirtschaft

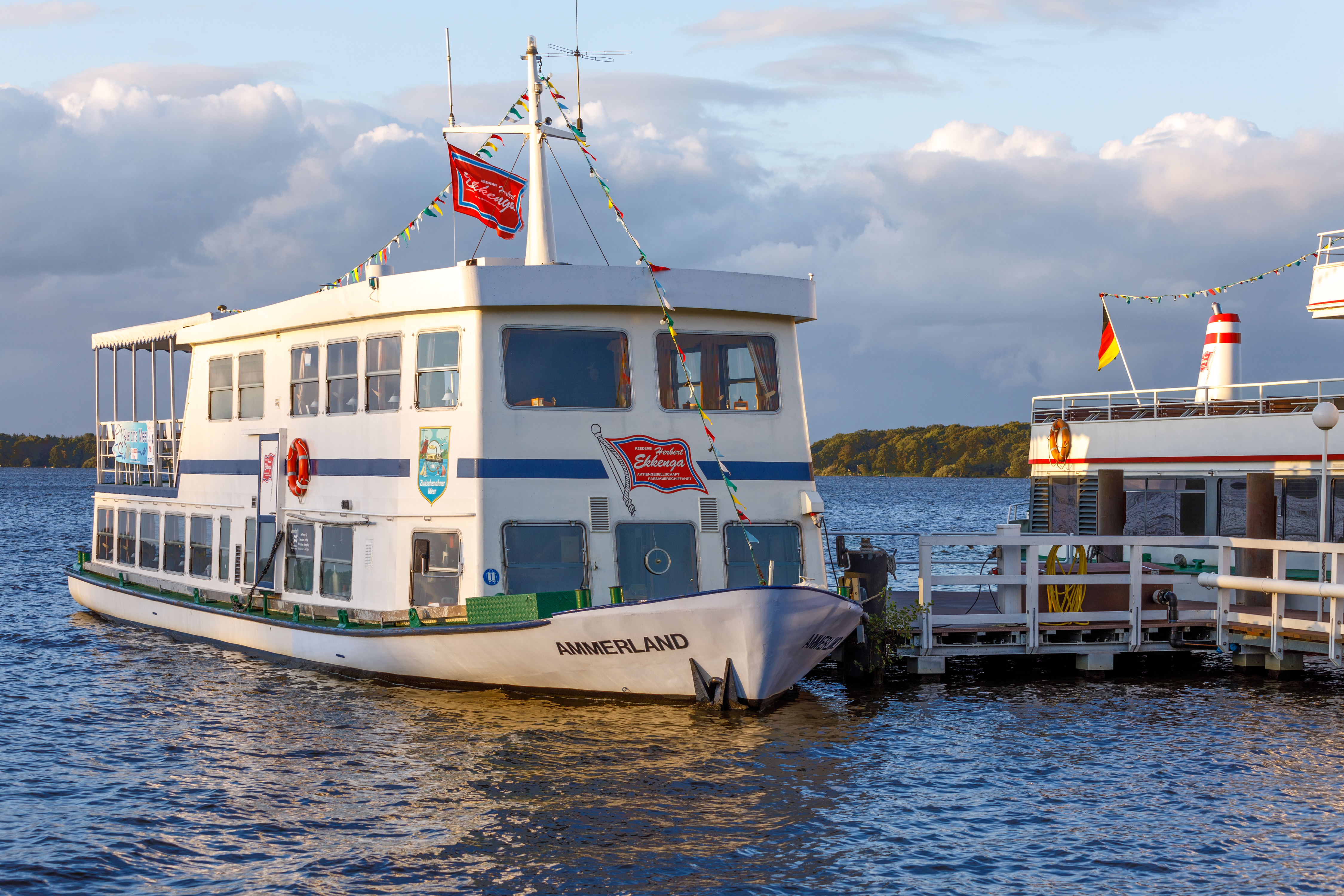
MS Ammerland am Anleger Bad Zwischenahn

Während das Süd-, West- und Nordufer bebaut sind, ist das Ostufer des Sees derzeit noch kaum erschlossen. Entsprechende Planungen zur Erschließung werden derzeit vorangetrieben.
Auf dem See wird hauptsächlich nach Aalen gefischt, die geräuchert als Räucheraal eine der kulinarischen Spezialitäten der Region darstellen. In die Netze gehen aber auch Wollhandkrabben und Karpfen.
Von April bis Oktober verbindet eine Fährgesellschaft die wichtigsten Punkte am See. Dieser kommerzielle Fährbetrieb entstand 1874, als durch einen Geschäftsmann aus Dreibergen das erste maschinengetriebene eiserne Schiff in den Dienst gestellt wurde. Es trug den Namen Puck. Nach zwei Jahren Fahrenszeit ging dieser an der Weser erbaute Dampfer unter. Er wurde 1876 durch die 110 Passagiere fassende Dreibergen ersetzt.
Gegenwärtig verkehren die drei Fahrgastschiffe „MS Ammerland“, „MS Oldenburg“ und „MS Bad Zwischenahn“ der so genannten „Weißen Flotte“ auf dem Zwischenahner Meer. Auf einem Schiff sind standesamtliche Trauungen zugelassen. Der Hörfunk-Moderator Lutz Ackermann hat für dieses Schiff eine Beschreibung der Sehenswürdigkeiten am Ufer aufgenommen, die während der Fahrt abgespielt wird.

## Sport

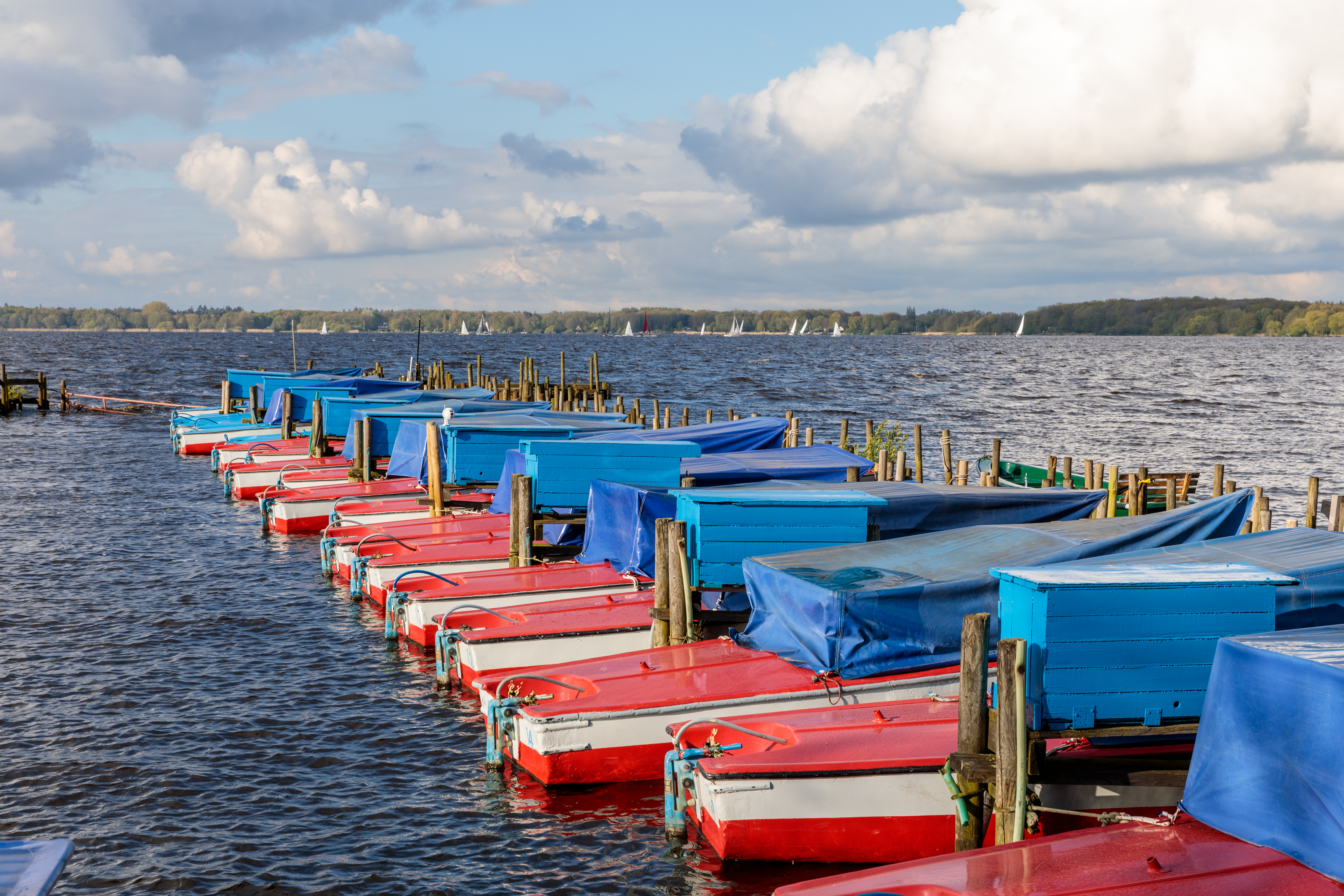
Elektroboote & Segler

Am See gibt es vier Segelclubs, von denen mit etwa 300 Booten und vielen Windsurfern der See befahren wird. Darüber hinaus befindet sich am Zwischenahner Meer die einzige Segelschule des Deutschen Jugendherbergswerks. Bekannt ist der See für seine eigenwillige Thermik, die als sehr böig beschrieben werden kann. Motorboote sind grundsätzlich verboten. Davon ausgenommen sind Polizeiboote, die gewerbliche Personenschifffahrt, Rettungs- und Bergungsboote sowie Fischereifahrzeuge. Bei zwei Bootsvermietungsstationen können Segelboote, Tretboote, Ruderboote und Elektroboote gemietet werden.
Beliebt ist auch der Angelsport. Jedes Jahr werden für etwa 10.000 Euro Jungfische ausgesetzt, um den Anglern ihren Sport zu ermöglichen. Gegen Vorlage eines gültigen Jahresfischereischeins ist die für die Sportfischerei notwendige Angelkarte bei der Kurverwaltung oder beim Fischereiverein Bad Zwischenahn zu erhalten.

## Legenden

### Entstehung des Zwischenahner Meeres
Gemäß einer norddeutschen Legende ist die Entstehung des Sees ein Teufelswerk (Düwelswark). Demnach versuchte der Teufel einen Kirchenbau in Oldenburg zu unterbinden und diesen zu zerstören. In der Nähe von Zwischenahn riss er ein großes Stück Wald aus und flog in Richtung Oldenburg, um damit die Kirche zu treffen. Auf dem Weg nach Oldenburg wurde der Düwel von drei krähenden Hähnen jedoch so durcheinandergebracht, dass er den Weg verlor. Kurz vor der Stadtgrenze ließ er das ausgerissene Waldstück fallen. An dieser Stelle entstanden so der Kleine und Große Wildenloh, auf sandigem Untergrund wachsende Waldflächen. Die Stelle, an der der Wald herausgerissen wurde, bildet heute das Zwischenahner Meer.

### Großer Wels

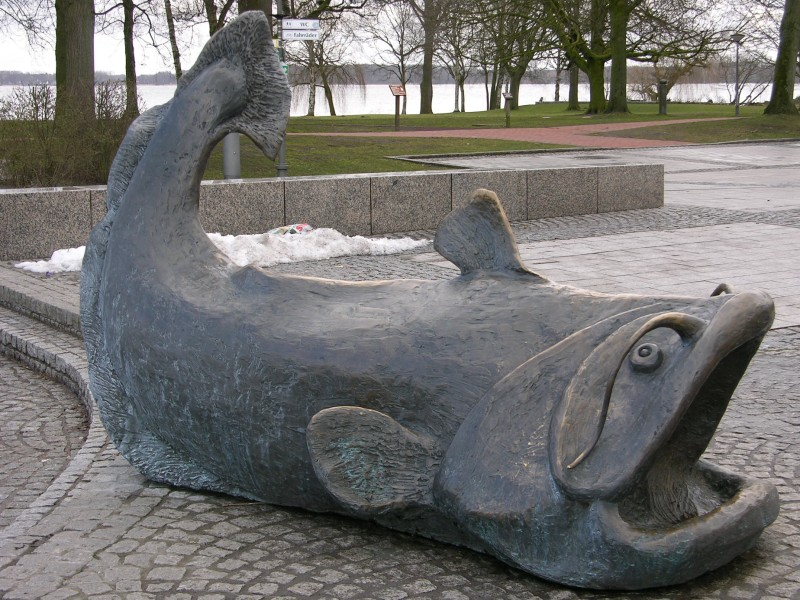
Welsfigur

Seit den späten 1970er und frühen 1980er Jahren kursiert die Legende von einem riesigen Wels mit 3,50 Meter Länge, der im See leben soll. Er wird mit dem Ungeheuer von Loch Ness verglichen, mit dem er gemein hat, dass ihn bis heute niemand zu Gesicht bekam. Da die Legende aber eine touristische Attraktion ist, wurde dem Wels auf dem Marktplatz von Bad Zwischenahn eine bronzene Statue gewidmet.